# Drosophila brncici
Drosophila brncici este o specie de muște din genul Drosophila, familia Drosophilidae, descrisă de Hunter în anul 1964.
Este endemică în Columbia. Conform Catalogue of Life specia Drosophila brncici nu are subspecii cunoscute.